# Jiří Trnka (football)
Pour le cinéaste, voir Jiří Trnka.
Jiří Trnka est un footballeur tchécoslovaque né le 2 février 1926 et mort le 1er mars 2005. Il évoluait au poste de défenseur.

## Biographie
International, il reçoit 23 sélections en équipe de Tchécoslovaquie de 1948 à 1955. Il fait partie du groupe tchécoslovaque lors de la coupe du monde 1954.

## Carrière
- 1948 :  SK Slavia Prague
- 1948-1955 :  Dukla Prague

## Palmarès

### En club
Avec le Dukla Prague :
- Champion de Tchécoslovaquie en 1953